# Bank KB Bukopin
PT Bank Bukopin Tbk ist ein privates Kreditinstitut in Indonesien. Der Hauptsitz des Unternehmens befindet sich in Jakarta.
Am 10. Juli 1970 wurde die Bank unter dem Namen Bank Umum Koperasi Indonesia (abgekürzt: BUKOPIN) gegründet. Im Jahr 1989 bekam das Geldhaus ihren jetzigen Namen. 1993 wurde der gesetzliche Status in eine Gesellschaft mit beschränkter Haftung umgewandelt. Vier Jahre später erhielt die Bank eine Lizenz für den Devisenhandel.
Bank Bukopin nahm 1999 an dem Banken-Rekapitalisierungsprogramm der Regierung teil, welches als erste Bank zwei Jahre später erfolgreich beendet wurde.
Seit August 2007 ist Bank Bukopin im indonesischen Aktienindex LQ-45 an der Börse von Jakarta unter dem Kürzel BBKP gelistet.